# 中新桥
31°46′40″N 119°57′48″E / 31.777751°N 119.963406°E
中新桥为位于中国江苏省常州市天宁区晋陵中路与青果巷交叉口西南侧的一座单孔梁架式平板桥，南北横跨于南市河之上，为民国七年（1918）由里人沈超等人募建，因其建于清朝灭亡和民国肇建之时，故桥名取自“中兴”谐音。
该桥桥基以青石砌筑，中部桥面以长约6米、宽58~64厘米、厚约28厘米的六块花岗岩长条石并合而成，两侧斜坡以花岗岩石片间隔长条石铺就，不设台阶。含引桥全长近22米，顶面宽3.8米，桥堍宽5.8米，跨径4.45米，中部栏杆原以花岗岩望柱间隔石板组成，今已改为水泥材料，两侧栏杆为青石质，凿有卷云纹。